# (6825) Irvine
(6825) Irvine es un asteroide perteneciente al cinturón de asteroides, región del sistema solar que se encuentra entre las órbitas de Marte y Júpiter.
Fue descubierto el 4 de octubre de 1988 por Antonín Mrkos desde el Observatorio Kleť.

## Designación y nombre
Designado provisionalmente como 1988 TJ2. Fue nombrado en memoria del alpinista británico Andrew Irvine (1901-1924) quien fue compañero de George Mallory en su último intento por alcanzar la cumbre del Everest. Ambos desaparecieron de la vista de sus compañeros a menos de 200 metros de su objetivo.

## Características orbitales
Irvine está situado a una distancia media del Sol de 2,167 ua, pudiendo alejarse hasta 2,201 ua y acercarse hasta 2,134 ua. Su excentricidad es 0,015 y la inclinación orbital 5,402 grados. Emplea 1165,44 días en completar una órbita alrededor del Sol.

## Características físicas
La magnitud absoluta de Irvine es 13,88. Tiene 4,671 km de diámetro y su albedo se estima en 0,294.